# Aristide Denfert-Rochereau

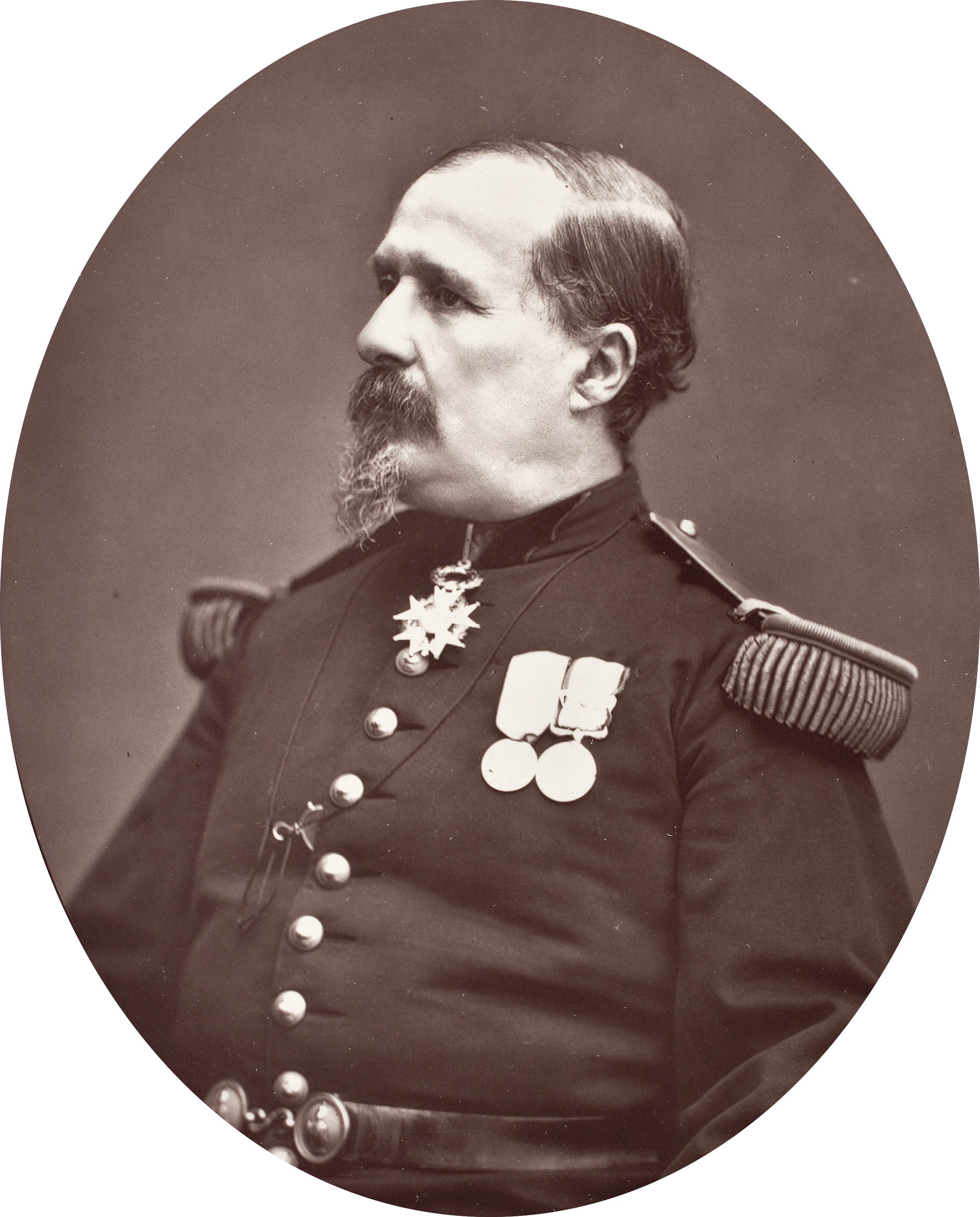
Kolonel Denfert-Rochereau

Pierre-Marie Philippe Aristide Denfert-Rochereau (Saint-Maixent (Deux-Sèvres), 11 januari 1823 - Versailles, 11 mei 1878) was een Frans militair en een politicus in de Derde Franse Republiek. Hij leidde de verdediging van Belfort tijdens de Frans-Duitse Oorlog (1871-1872). Daarnaast was hij een vooraanstaand lid van de protestantse gemeenschap van Frankrijk.

## Leven en carrière
Denfert-Rochereau werd geboren in een protestantse familie en liep school in Toulouse, Poitiers en Parijs. In 1842 werd hij toegelaten in de École polytechnique. Bij de Februarirevolutie van 1848 sympathiseerde hij met de republikeinen. In 1849 maakte hij deel uit van het Franse legercontingent dat een einde moest maken aan de Romeinse Republiek. Hij raakte zwaar gewond tijdens de Krimoorlog (1855). Na zijn herstel werd hij leraar aan de militaire school van Metz. In 1860 werd hij uitgezonden naar Frans-Algerije. Eind 1863 vroeg hij zijn overplaatsing naar Frankrijk om dichter bij zijn familie te zijn en het jaar erop werd hij benoemd tot hoofd van de genie in de vestingstad Belfort. Als kolonel en gouverneur van de stad onderscheidde hij zich tijdens het Pruisisch beleg dat duurde van november 1870 tot februari 1871. Het leverde hem de bijnaam Le Lion de Belfort ('De Leeuw van Belfort') op. 
Nog tijdens het beleg, bij de parlementsverkiezingen van februari 1871, werd hij verkozen in de Kamer van Afgevaardigden voor het departement Haut-Rhin. In maart nam hij samen met de andere afgevaardigden van Haut-Rhin ontslag uit protest tegen de aanhechting van Elzas-Lotharingen bij Duitsland. In juli 1871 werd hij opnieuw verkozen. Ook in 1876 en 1877 werd hij verkozen zodat hij van 1871 tot mei 1878 zetelde in de Kamer van Afgevaardigden als lid van de Union républicaine.
Denfert-Rochereau was een overtuigd protestant. De protestantse kerk in Frankrijk was op doctrinair gebied sterk verdeeld tussen een evangelische en een liberale vleugel. Denfert-Rochereau behoorde tot de liberale vleugel en werd in 1872 verkozen in de nationale synode (Synode général de l'Église réformée) die een einde moest stellen aan deze verdeeldheid. Denfert-Rochereau stemde tegen de geloofsverklaring van de evangelische vleugel. Deze fractie had een meerderheid in de synode en drukte haar programma door, wat leidde tot een schisma.
In 1852 huwde hij met Pauline Louise Henriette Surleau (? - 1906), de dochter van een predikant in Montbéliard. Het echtpaar kreeg twee kinderen. Denfert-Rochereau overleed op 55-jarige leeftijd aan een longembolie. Zijn lichaam werd met militaire eer per trein naar Montbéliard gevoerd, met een tussenstop in Belfort. Hij werd begraven op het Cimetière du bas in Montbéliard.

## Eerbewijzen
Denfert-Rochereau werd achtereenvolgens ridder (1855), officier (1868) en commandeur (1871) in het Légion d'Honneur. Verschillende straten en pleinen in Frankrijk werden naar hem genoemd.

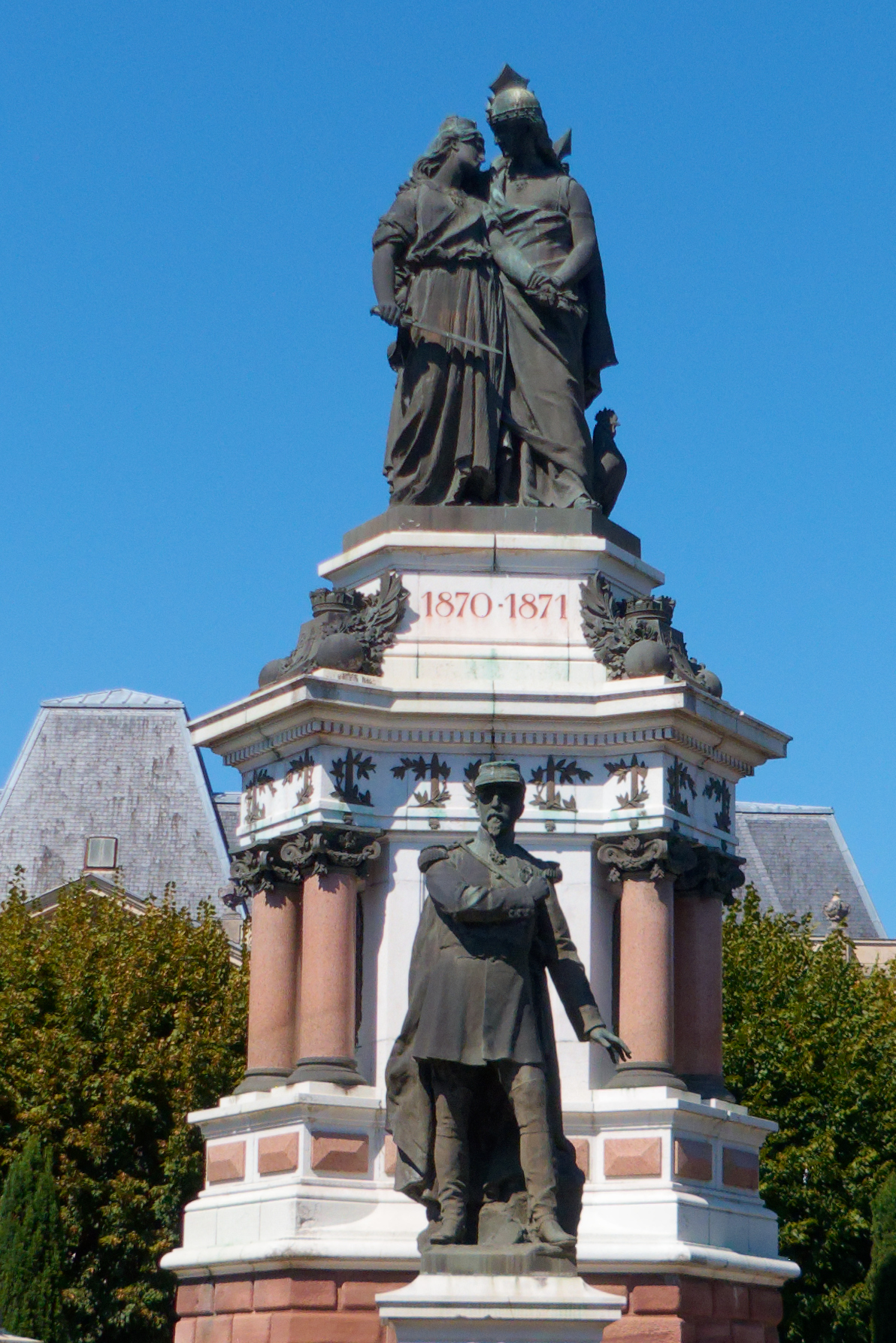
Standbeeld van kolonel Denfert-Rochereau in het Monument des Trois Sièges de Belfort in Belfort
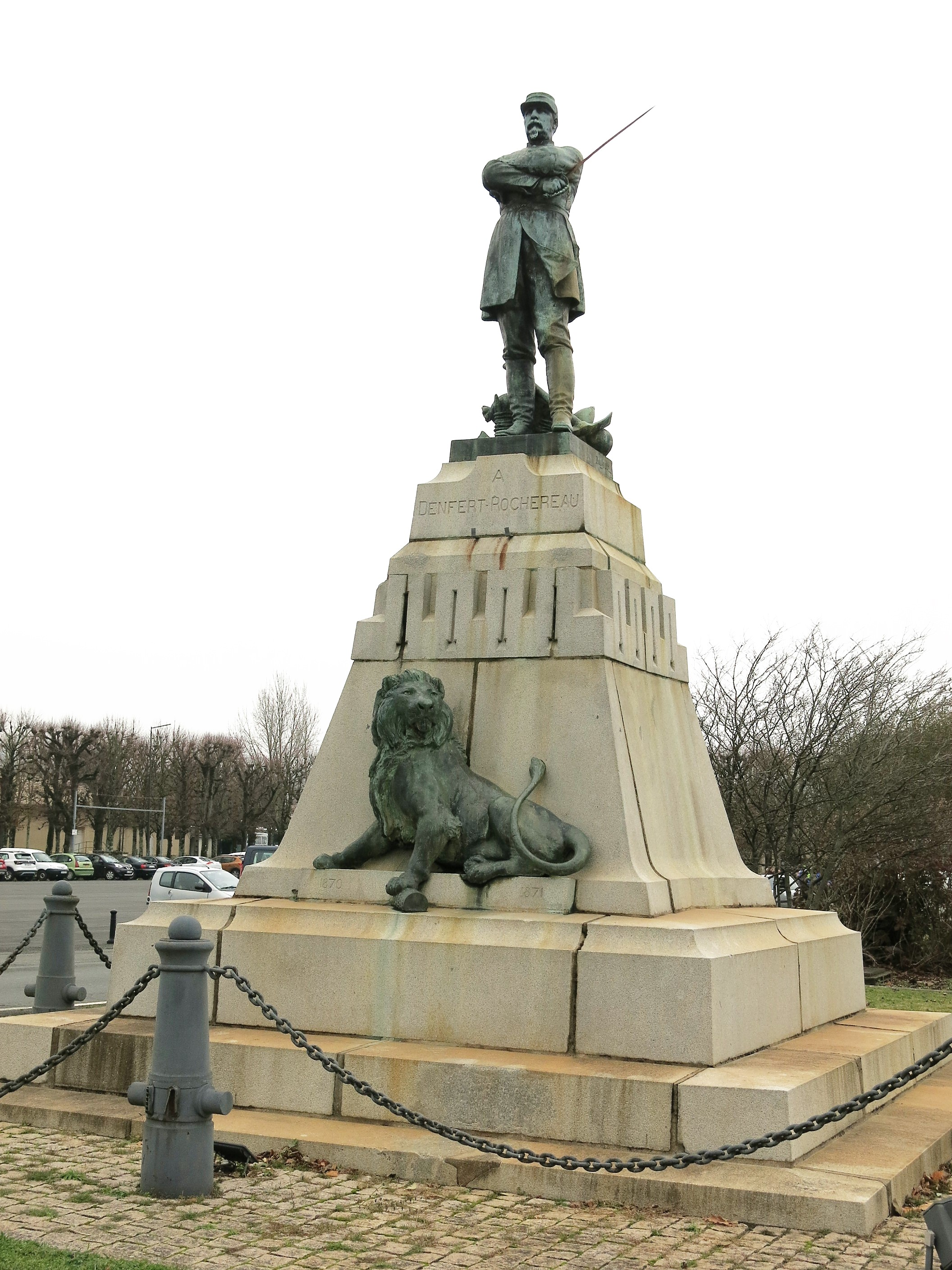
Standbeeld in zijn geboorteplaats Saint-Maixent-l'École